# Gonzalo Galván Castillo

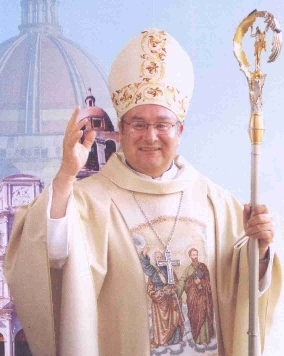
Bischof Gonzalo Galván Castillo

Gonzalo Galván Castillo (* 19. Januar 1951 in León de los Aldama; † 22. November 2020 ebenda) war ein mexikanischer Geistlicher und römisch-katholischer Bischof von Autlán.

## Leben
Gonzalo Galván Castillo empfing am 17. Juli 1977 in León die Priesterweihe. Er studierte Philosophie und Theologie am Diözesanseminar von León (1963–1977) und an der Päpstlichen Universität Gregoriana in Rom. Er war in der Seelsorge sowie in der Diözesanverwaltung tätig.
Papst Johannes Paul II. ernannte ihn am 26. Oktober 2004 zum Bischof von Autlán. Die Bischofsweihe spendete ihm der Erzbischof von Guadalajara, Juan Kardinal Sandoval Íñiguez, am 16. Juli desselben Jahres; Mitkonsekratoren waren Lázaro Pérez Jiménez, Bischof von Celaya, und José Guadalupe Martín Rábago, Bischof von León.
Am 25. Juni 2015 nahm Papst Franziskus seinen vorzeitigen Rücktritt an.